# سالم الشيخي
سالم الشيخي (ولد 1384 هـ / 1964 م) هو وزير الأوقاف الليبي السابق بالمكتب التنفيذي للمجلس الوطني الانتقالي وداعية وفقيه وخطيب مسجد ديدسبري سابقاً. ولد ونشأ في البيضاء لكنه لم يكمل دراسته الجامعية في ليبيا حيث أعتُقل بسبب انتمائه السياسي وامضى سنتان في السجن،[بحاجة لمصدر] بعد خروجه من السجن ارتحل ودرس العلوم الدينية في عدة أقطار عربية وانتقل إلى إنجلترا في منتصف التسعينيات واحتل موقعًا متميزًا في النشاط الاجتماعي والسياسي للجالية العربية في مانشستر. عاد إلى ليبيا في فترة الحرب الأهلية الليبية وعُين وزيراً للأوقاف الإسلامية.

## سيرة
هو سالم عبد السلام عبد الله حسن الشيخي، وينسب الشيخي نفسه إلى عبد السلام الأسمر الفيتوري، والذي يرجع نسبه إلى الحسن بن علي بن أبي طالب. ولد بمدينة البيضاء وأنهى فيها دراسته الابتداية والإعدادية والثانوية. في الأولى والثانية من مرحلته الإعدادية بدأ ينشغل بالانتماء إلى الطريقة الصوفية العروسية ثم وفي الصف الثالث الإعدادي كان يعتكف على كتاب من أمثال مصطفى محمود وغيرهم. في مرحلة الثانية انتمى لجماعة الدعوة والتبليغ في البيضاء.
ثم انتقل بعد ذلك إلى مدينة بنغازي للدراسة في كلية الهندسة الصناعية بجامعة قاريونس إلى أن اعتقل في عام 1986م ولم يبقَ من دراسته سوى فصل واحد وبحث التخرج. مع أنه لم يتخرج في الهندسة فإنه يقول أن دراسته لهذا العلم (و تحديدًا علم بحوث العمليات) قد أثرت في فكره ومنهجيته.
أمضى سنتين في سجن أبو سليم من عام 1986م إلى عام 1988م وكانت تُهمته هي الانتماء فكريًا وعقديًا إلى جماعة الإخوان المسلمين في ليبيا. خلال فترة اعتقاله حفظ القرآن وقرأ كتبًا في أصول الفقه واللغة العربية. كان دخول المصاحف مسموحًا به في السجن ولكن اضطر إلى تهريب بعض الكتب. كان لدى السجناء فرصة ليخرجوا من غرفهم لمدة ثلاث ساعات يوميًا ولكن الشيخي كان يفضل في بعض الأحيان البقاء داخلاً للمطالعة. في السجن قرأ عدة تفاسير منها تفسير ابن كثير والبيضاوي ولخّص كتبًا منها إحياء علوم الدين مع الاستفادة بتعليقات العراقي.
ذهب بعدها إلى السعودية وتخرج من الجامعة الإسلامية بالمدينة المنورة (الإجازة العالية) ومن شيوخه في المدينة علي آل سنان وعطية محمد سالم ومحمد المختار بن محمد الأمين الشنقيطي ومحمد عوض الدمشقي. تزوج الشيخي من المغرب خلال فترة بقائه بالمدينة، ولديه من الأبناء عائشة وعبد الله وآمنة ومحمد وميمونة. بعد المدينة بدأ الدراسة في جامعة أم القرى وأكمل بعض الدراسات مثل علم المنطق، فدرسته على الشيخ الكاندهلوي. لكن بسبب بعض الاجراءات اضطر أن يترك السعودية وتوجه إلى السودان.
في السودان حصل على الدبلوم في الفقه المقارن من كلية الشريعة بجامعة ام درمان. بعد السودان رحل إلى المغرب وقضى فيها ثمانية أشهر ومن مشايخه في المغرب محمد الجردي الطنجي ومحمد الزناتي.
عاد إلى السودان في أكتوبر 2011 بعد نجاح الثورة الليبية وناقش اطروحة لنيل درجة الماجستير ونالها بنجاح وكان عنوانها التفريق للشقاق بين الزوجين وتطبيقات مجالس الشريعة في بريطانيا.[بحاجة لمصدر]

### في بريطانيا

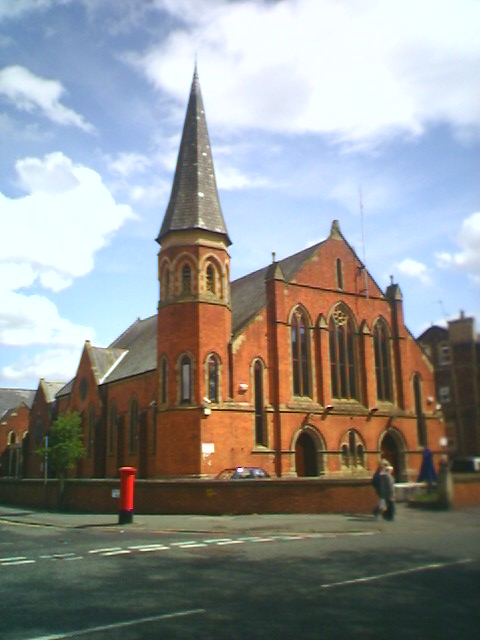
جامع ديدسبري الذي خطب فيه الشيخي لأكثر من عقد من الزمن.

في عام 1996م ترك المغرب ووصل به المطاف إلى بريطانيا. وبعد مرور 15 يوم فقط من وصوله بدأ بإلقاء الدروس بدار الرعاية في مانشستر وفي سنة 1999م دخل في مسجد ديدسبري وأصبح خطيب الجامع. من الأمور التي اهتم بها في هذه الفترة مكانة القضاء الإسلامي في دول أوروبة، وقد أتم بحثاً استغرق ثلاثة سنوات سمّاه «النظرية القضائية للمسلمين في الغرب». بعد انشغاله في القضاء لفترة أنشأ «مركز السلام لدراسات المسلم الأوروبي» ويهدف هذا المركز إلى تدريب وتأهيل الأئمة وتعزيز دور الأسرة المسلمة في الغرب.
يحمل الشيخي الجنسية البريطانية وكان يظهر أسبوعياً على قناة الحوار اللندنية.
عاد إلى ليبيا لأول مرة عام 2009م على غرار «التطورات الإيجابية التي يشهدها ملف حقوق الإنسان والحريات في ليبيا» والإفراج عن مجموعة من السجناء السياسيين،وألقى فيها بعض المحاضرات والدروس.

### الحرب الأهلية الليبية
في بداية ثورة 17 فبراير الليبية خرج الشيخي مؤيداً لمطالب الثوار، وقام بالتظاهر في مدينة مانشستر البريطانية أمام مقر البي بي سي في شارع أكسفورد. وأصدر بيانًا طالب المسؤولين «أن يحسنوا الإستماع إلى مطالب أخوانهم وأبنائهم الذين خرجوا ليعبروا عنها سلماً». وأضاف بأن «فزاعة القبلية والحرب الأهلية التي هدّد بها القذافي لا تجد لها أي تجاوب ولا أي تأثير على أرض الواقع». وقال «أن الشعب الليبي يتعرض لحملة إبادة لم يتعرض لمثيل لها في التاريخ وحتى في فترة الاستعمار». وأضاف بأن «الشعب الليبي يطلب النصرة من أمته وسيحمل المسؤولية أمام الله لكل من يتخلى عنه في هذه الفترة».
بعد تطور الأوضاع في ليبيا ترك الشيخي مانشستر وتوجّه إلى مدينة الدوحة في قطر، حيث ظهر على قناة الجزيرة. بعدها دخل إلى ليبيا وذهب إلى عدة مدن شرقية منها بنغازي (وقد خطب خطبة الجمعة هناك يوم 22 أبريل 2011م) والمرج وانخرط مع الثوار. وقد كان من الموقعين على ميثاق لنقاش انتقال السلطة في البلاد. وتحدث عن دور الجالية الإسلامية والجالية الليبية في الخارج وتحديداً مانشستر والتي ذكرها سيف الإسلام القذافي في أول خطاب له بعد اندلاع الثورة. وقد برز صيته هو وعلي الصلابي في هذه الحقبة في الإعلام.
رجع الشيخي إلى مانشستر في بداية مايو لفترة قصيرة، بعدها رجع مرة أخرى إلى ليبيا وخطب الجمعة في بنغازي في 15 يوليو 2011. وقد عُين من قبل المجلس الوطني الانتقالي وزيراً للأوقاف. وقد قام بالمشاركة مع الصلابي وبالتشاور مع بعض القانونيين بكتابة ميثاق وطني استعداداً لمرحلة ما بعد القذافي، يبين فيه رؤيته لمستقبل البلاد.

## مناصبه
شغل الشيخي مناصب عديدة في أوروبا منها:
- رئيس ماتعرف ب «لجنة الفتوي في بريطانيا».
- عضو الأمانة العامة لمجلس الأوروبي للإفتاء والبحوث.[27]
- القاضي الشرعي في مدينة مانشستر.
- محكم في المحاكمة البريطانية في شؤون المسلمين.
- خبير بمجمع الفقهاء الشريعة في أمريكا.
- عضو المكتب التنفيذي للتجمع الأوربي للأئمة والمرشدين على الساحة الأوروبية.
- رئيس مركز السلام لدراسات المسلم الأوروبي.[28]
- أستاذ في المعهد الأوروبي للعلوم الإنسانية.[29]
- عضو مجلس أمناء الاتحاد العالمي لعلماء المسلمين.[30]

## الهامش
1. ↑  دار الرعاية هو بيت اشترته الرابطة الإسلامية في بريطانيا وحولته إلى مركز بسيط لإقامة الدروس وأنشطة أخرى. عنوان دار الرعاية هو: 272 شارع ديكنسون، لونگ-سايت، مانشستر M13-0YL.

## وصلات خارجية
- موقع سالم الشيخي